# Ana Talia Betancur
Ana Talia Betancur David (17 de gener de 1986, Medellín) és una lluitadora colombiana. Va participar en els Jocs Olímpics de 2012 en la categoria de 72 kg. Betancur va aconseguir la seva classificació en ser segona en el Campionat Panamericano Preolímpico de Lluita de 2012, caient en la final amb la canadenca Leah Callaham.